# Anatoliy Petrenko
Pour les articles homonymes, voir Petrenko.
Anatoliy Hryhorovytch Petrenko (en ukrainien : Анато́лій Григо́рович Петре́нко), né en 1969, est un général et homme politique ukrainien.

## Carrière
Il fait ses études au Collège militaire Souvorov de Kiev en 1986 puis est cadet au Collège supérieur de commandement militaire de Kiev. Il participe, en 1994 et 1995, aux forces de maintien de la paix de l'ONU en ex-Yougoslavie lors des guerres de Yougoslavie. Il est à bord de la frégate Hetman Sahaydatchniy dans le cadre de l'opération de l'OTAN visant à contre la piraterie en mer, l'opération Ocean Shield.
Il est, de 2011 à 2016 conseiller en mission après de l'OTAN. Il participe à la surveillance de l’application des accords de Minsk II dans la région de Soledar. De 2017 à 2022, il est vice-ministre de la Défense pour l'Intégration européenne, puis ambassadeur extraordinaire auprès du royaume d'Arabie saoudite de janvier à mars 2022 puis sous-ministre de l’intérieur à partir de mars 2022. Depuis août 2023, il est ministre adjoint à l'intégration européenne.

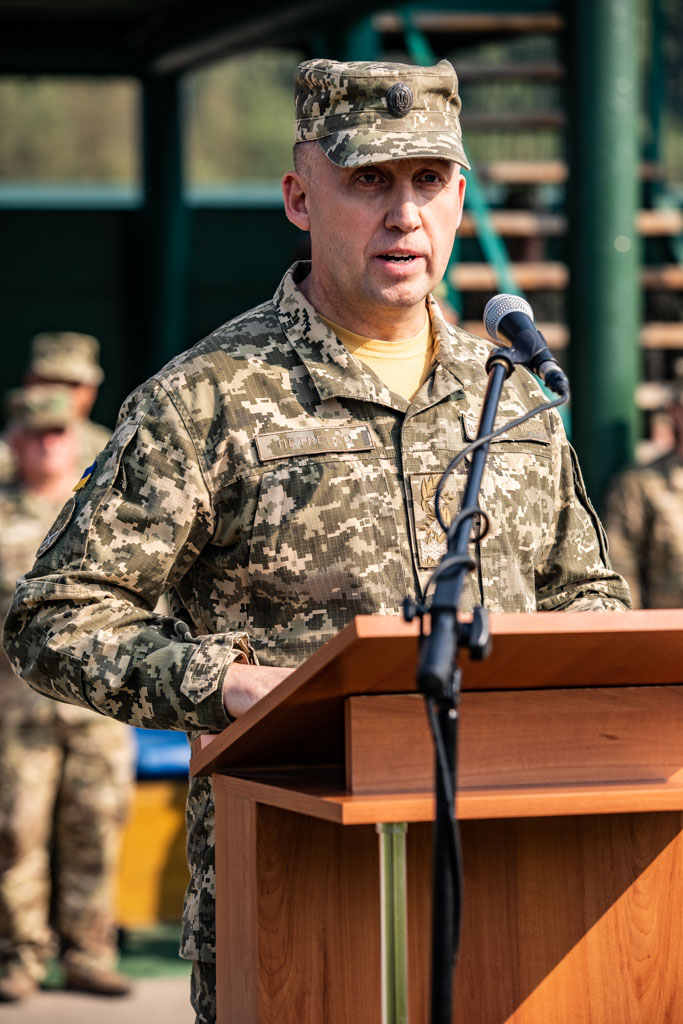
En 2018, clôturant l'exercice Rapid trident.